# Ramón de Céspedes
Ramón de Céspedes Barrero (1808-1890) fue un abogado y político cubano que participó en la Guerra de los Diez Años (1868-1878) en el bando libertador.

## Orígenes y primeros años
Nació en Bayamo, en el Oriente cubano en 1808 en el seno de una familia distinguida. Realizó sus primeros estudios en su ciudad natal, marchando después a La Habana en donde se graduó en leyes.
Destacó en su profesión, siendo Decano del Colegio de Abogados de Bayamo en 1842.

## Matrimonios y años prerrevolucionarios
Se casó por primera vez con Mª Getrudis Fornaris. Fallecida en 1841 tuvo un segundo matrimonio con Juana Fornaris Fontaine, hermana esta por parte de padre de José Fornaris y Luque, y diez años más tarde, tras fallecer también, se casó con Tulia Milanés.
Antes de la Guerra de los Diez Años (1868-1878), la primera de las de independencia de Cuba, Ramón de Céspedes desarrolló a la par de sus actividades profesionales, una amplía actividad cultural, siento tesorero de la Sociedad Filarmónica de Bayamo, de la cual fue secretario, su íntimo amigo Carlos Manuel de Céspedes* y presidente Pedro Figueredo.
En 1865 fue Regidor de Bayamo, siendo sustituido en 1866 por Luis Fernández de Castro.

## Guerra de los Diez Años
Se unió a los círculos revolucionarios que preparaban la insurrección contra España y participó muy activamente en el levantamiento de 1868, comenzado por Carlos Manuel de Céspedes en su ingenio azucarero de la Demajagua, cerca de Manzanillo, actual provincia de Granma.
Tras la toma Bayamo, en la reunión de vecinos notables de esa villa, se acordó abolir los regidores perpetuos y se constituyó un Ayuntamiento democrático y libre, el primero de Cuba bajo su presidencia, desempeñando después el cargo de Regidor (Concejal), siendo junto a José Joaquín Palma el encargado de presentar la primera moción en la que se declaraba la abolición de la esclavitud en la isla. 
Se encuentran documentos firmados por él a finales de 1868 y principios de 1869 en nombre del Gobierno Político Provisional de Bayamo.
José Martí le menciona entre los hombres que entraron en Guáimaro en abril de 1869:
"Y que cortejo el que viene con Carlos Manuel de Céspedes! Vicente Aguilera, alto y tostado, y con la barba por el pecho, viene hablando a paso de hacienda, con un anciano florido, muy blanco y canoso, con el abogado Ramón Céspedes. Van callados, del mucho amor el uno, y el otro de su seriedad natural"(Fuente: "Martí, Volumen 2", pag. 129. Gonzalo de Quesada 1901).
Es incluido en la Circular del 20 de abril de 1869  (conservada en el AHN, Madrid, España)  junto con Eduardo Agramonte, Salvador Cisneros y Antonio Zambrana, junto a los demás insurrectos que "forman parte de la llamada Junta Cubana de Nueva York y otros del titulado Gobierno de Cuba", ordenando se proceda al embargo de todas sus propiedades.
De finales de 1869 encontramos varios documentos incautados durante la guerra y conservados en el citado Archivo Histórico en Madrid,  firmados por el biografiado como Secretario de Hacienda "pro tempore", sustituyendo a Eligio Izaguirre.
En mayo de 1870 es nombrado Secretario del Exterior de la República, saliendo de la Isla con destino a Nueva York en julio de 1871 como comisionado diplomático ante el gobierno USA y acompañando al Vicepresidente Francisco Vicente Aguilera con la misión de unir a los cubanos de la emigración y reactivar las expediciones de ayuda hacia Cuba.
La tarea no es fácil dada la división entre los exiliados y los impedimentos del gobierno norteamericano a que saliese ayuda para los insurrectos en la Isla desde los puertos de los Estados Unidos. Así por ejemplo, como diplomático, presenta protestas el 24 de septiembre de 1872, en nombre de la República de Cuba en armas, ante el Vicesecretario de Estado, Charles Hale, por la retención de un barco con ayuda a los rebeldes, el Pioneer.
Finalmente, el presidente del ejecutivo insurrecto cubano, ordena la retirada de la delegación, dando por concluida su misión. El líder rebelde expresa su amargura en una carta enviada a Ramón Céspedes:
“Mi estimado amigo y compadre: Por las comunicaciones oficiales se habrá usted enterado de las resoluciones que puesta la mano en mi conciencia, me he visto en el caso de adoptar, atendidas las actuales circunstancias. No era posible que por más tiempo soportásemos el desprecio con que nos trata el gobierno de los Estados Unidos, desprecio que iba en aumento, mientras más sufridos nos mostrábamos nosotros. Bastante tiempo hemos hecho el papel del pordiosero a quien se niega repetidamente la limosna y en cuyos hocicos por último se cierra con insolencia la puerta. El caso de Pioneer ha venido a llenar la medida de nuestra paciencia: no por débiles y desgraciados debemos dejar de tener dignidad…”  Barajagua , 26 de noviembre de 1872.-(Fuente: Carlos Manuel de Céspedes. Escritos. [Compilación de Fernando Portuondo y Hortensia Pichardo]. Editorial Ciencias Sociales, La Habana, 1974).
Intentó también desde Nueva York, ganar el apoyo de otros países americanos para la causa cubana, sin éxito en algunos casos, como ocurrió con México. Así escribe una carta al Secretario de Relaciones Exteriores de México, José María Lafragua el 16 de octubre de 1872, la cual es respondida el 21 de marzo de 1873, apelando a un protocolo firmado con España el 22 de junio de 1871 por el que México se compromete a guardar neutralidad en la guerra.

## Marcha a Costa Rica, regreso y últimos años
Tras abandonar los EE. UU., marcha a Costa Rica en donde aparece registrado como abogado a finales de 1873 y donde permanece hasta después del Pacto del Zanjón en 1878 con el que finaliza esta guerra. En esta república centroamericana, fue conocido por su labor en el ámbito judicial. Hasta su vuelta a Cuba fue Juez Civil y de Comercio en la ciudad de Puntarenas.
Ya de vuelta en su país natal se estableció en Manzanillo en donde ejerció como Juez Municipal.
Falleció el 15 de diciembre de 1890.
- Si bien es cierto que eran íntimos amigos (en sus cartas era común el encabezamiento "Mi querido amigo y compadre"), no tienen vínculos familiares directos, a pesar de tener ambos el apellido "Céspedes". Es un error frecuente desde antiguo, así en el Daily Graphic de New York),17 de abril de 1873, en una reseña sobre la visita de Ramón Céspedes y Francisco Vicente Aguilera se puede leer: "Signor Ramon Cespedes, whose portrait is also given, is a cousin of President Cespedes" (El señor Ramón Céspedes, cuyo retrato se muestra, es un primo del Presidente Céspedes (Carlos Manuel)).Por investigaciones genealógicas bien fundadas puede afirmarse que no eran familia cercana directa.